# Камінь (Конотопський район)

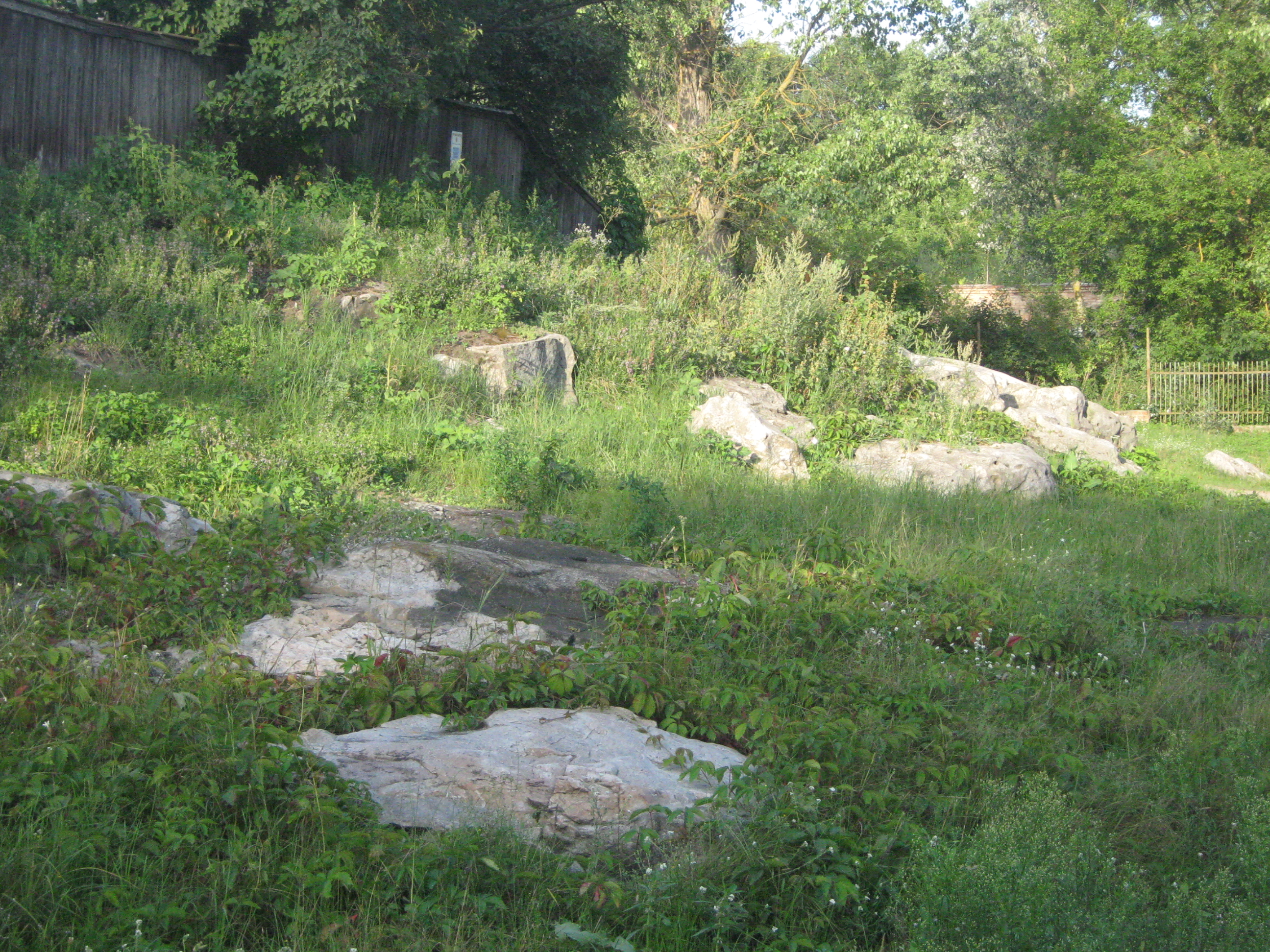
Камінські пісковики

Камі́нь — село в Україні, у Кролевецькій міській громаді Конотопського району Сумської області. До 2020 орган місцевого самоврядування — Камінська сільська рада.

Населення становить 879 осіб.

## Географія

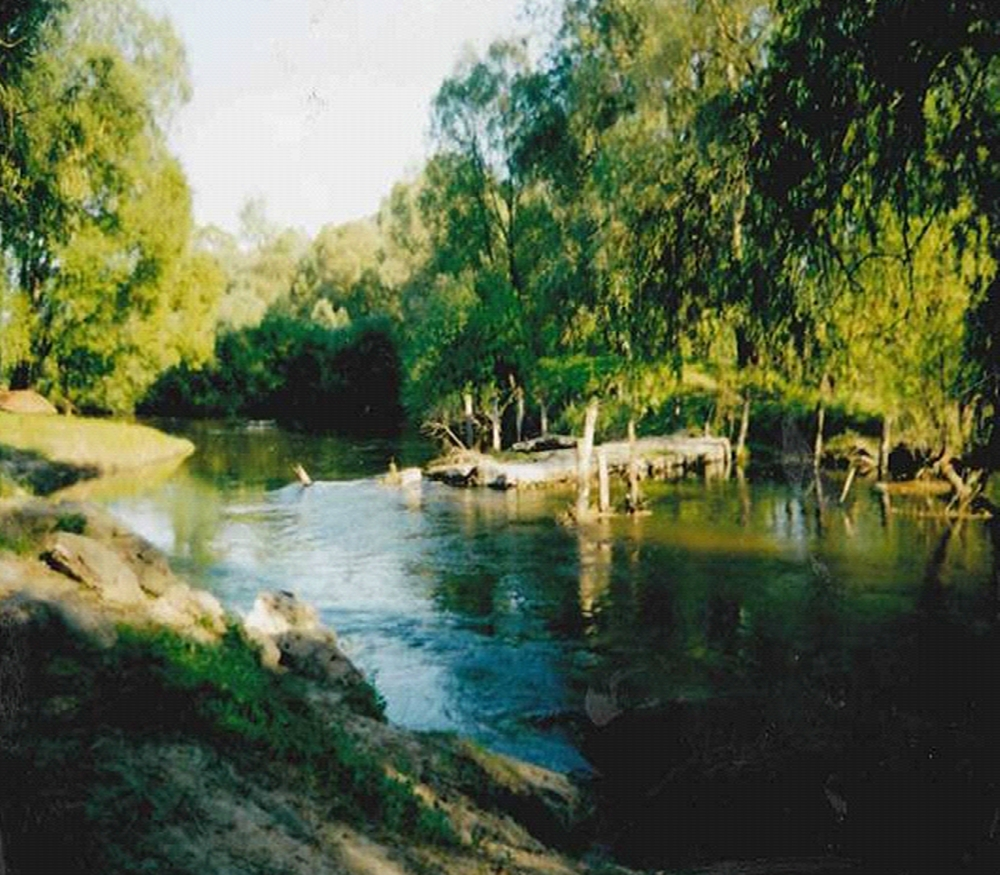
Річка Клевень

Село Камінь розташоване на правому березі річки Сейм, у місці впадання в неї річки Клевень, а також в місці впадання в Клевень річки Локня. Вище за течією Сейму на відстані 4 км розташоване село Литвиновичі, нижче за течією на відстані 3 км розташоване село Мутин. На відстані 1,5 км розташоване село Морозівка. Річка Сейм в цьому місці звивиста, утворює лимани, стариці і заболочені озера (Жиленське болото). Поруч проходить автомобільна дорога Т 1911. До центру громади м. Кролевець — 25 км.

## Археологічні розвідки
Поблизу села виявлено поселення бронзової, ранньої залізної доби.

## Історія

### Заснування села
На початку XVII ст. в межах сучасного Кролевецького району виникають поселення, що засновуються українськими селянами та козаками, які тікають від польсько–шляхетського гніту. У 1601 р. вихідцями з Правобережжя засновано Кролевець. Але основний приплив переселенців розпочався пізніше. Найімовірніше, с. Камінь виникло у період 1618—1628 рр., тому що саме Новгород–Сіверський староста Пісочинський володів селом до 1648 р.
Частина переселенців, що рухалася із заходу на схід, просуваючись вздовж р. Сейм шукала зручних місць для переправи. Така переправа виникла біля сучасного с. Мутин, тут і засновано перше велике поселення людей. Дослідники вважають, що поселення біля Мутина було здавна. Це пояснюється саме вдалою переправою через Сейм, якою можна було користуватися фактично весь рік на прямій дорозі із Новгород-Сіверського на південь. Багаті рибні місця, багаті на дичину ліси, гарна переправа швидко привабила велику кількість людей, рибний промисел давав значні доходи. Відсутність тиску властей давав відчуття свободи. Рибалки шукали нових рибних місць, тому і тягнулися вниз та вгору від переправи, частина з них оселялася на нових місцях, де було вдосталь риби. Землі були бідніші, слабші ніж в інших місцях, але все-таки придатні для ведення землеробства та скотарства, населення продовжувало займатися рибним промислом. Адже рибу поставляли і в міста Речі Посполитої, і в поселення Московського царства. Тож першими поселенцями села Камінь були рибалки, що шукали гарних рибних місць. Значні запаси води, достатньо добрі умови для ведення землеробства, велика кількість лісів, відсутність тиску з боку властей та великих землевласників давали можливість селу розбудовуватися.
Найімовірніше, перших поселень було декілька, що знаходилися на невеликій відстані один від одного, про це свідчать назви частин села, що передаються від покоління до покоління і залишаються незмінними — «Біля Каменя» (Камень) — територія біля впаду р. Клевень в р. Сейм, де є великі виходи вапняків на поверхню, «Лісівка» — територія, що прилягає до соснового лісу, «Дубровка» — територія, що прилягає до змішаного лісу, «Пельоховка» — територія, що виходить до полів. Одночасно з просуванням українських селян Правобережної та Центральної України на схід йде за ними і нова влада. На новоприєднані землі були направлені польські комісари, «щоб зревізувати права на володіння за тутешніми власниками… й затвердженні в своїх правах королівськими грамотами» До кінця першої половини XVII ст. Камінь вже входить до так званого «Мутинського дворця», про який часто згадується пізніше, як об'єднання сіл Мутин, Камінь, Краснопілля, Билка, «Рождєствєнскоє»
Такі навколишні села як Литвиновичі, Мутин, Тулиголове, Ярославець у першій половині XVII ст. були вже нанесені на карту України, складену французьким інженером Гійомом Левассером де Бопланом, який, перебуваючи в 1630—1640-х рр. на польській службі, тривалий час працював в Україні. Соціальний і національний гніт, переслідування православної церкви викликали в Україні невдоволення всіх верств українського суспільства, яке переросло у всенародну визвольну війну проти польської шляхти (1648—1657 рр.) Саме в цей час с. Камінь ввійшло до складу Глухівської сотні Ніжинського полку, владу Пісочинського було скинуто. Частина жителів стала козаками, більшість з них були підпомічними козаками, тобто вільними, але повинні були забезпечувати військо худобою, фуражем, харчами.

### Гетьманщина
У 1664 р. с. Камінь приписано до гетьманського двору. Внаслідок загарбання і «скуповування» земель козаків тут виникають володіння представників козацької старшини. 9 березня 1669 р. гетьман Д. Многогрішний надав П.- Павловському монастирю « перевоз на р. Сейм и надлежащими до них озерами цале даемо». У листопаді 1702 р. в універсалі І.Мазепи говориться: «надам всех стану Мутинського рыбных ловлей половину… зачим приказуем дозорцем померенного стану нашого Мутинского абы коликол век там рыб що приберется, на две половине оный разделяючи едину половину до пререченой обители всегда отдавате…» 18 вересня 1707 р. видано наказ І. Мазепи Андрію Лизогубу (який володів землями в селі та біля нього) « закрить устроенный им наперешкоду перевозу Мутинському перевоз на р. Сейм, между с. Камень и Хижками, и е подтверждением, чтобы за перевоз Мутинскому отдавали належную повинность».
У 1709 р. український гетьман І.Скоропадський подарував Марковичу Марку Аврамовичу млин водяний на р. Клевень і р. Сейм. Значна частина земель в с. Камінь та поблизу нього відійшла згодом до Анастасії Скоропадської, другої дружини І.Скоропадського, доньки Марковича Марка Аврамовича. У XVII — XVIII ст. значними землями в с. Камінь володіли нащадки Марковича М. А. У першій половині XVIII ст. частиною земель також володів гетьман Апостол, а з 1738 р. вони відійшли генералу Штофельну у складі усього «Мутинського двора». Сам Маркович та Анастасія Скоропадських у таких віддалених маєтностях не бували, справи вели управляючі. Між с. Мутин та с. Камінь у 1702 році засновано Златоустівський чоловічий монастир.
У 1718 р. ієромонахом Іоаном побудована церква Іоанна Златоуста. У 1733 р. монахи були переведені до Гамаліївського монастиря (Шостинський р-н), а його монахині переведені в Мутинський монастир, який став називатися Спаським дівочим. В 1786 р. монастир був ліквідований. У с. Камінь до монастиря були приписані селяни-кріпаки, які після знищення монастиря стали державними селянами, отримали земельні наділи і млин на р. Сейм. Маєток панів Марковичів почав будуватися у 1720 р., він був двохповерховий, на першому поверсі розташовувалися кімнати відпочинку, гостьові, їдальня, а на другому поверсі — спальні. У 1779—1781 рр. у селі налічувалося 93 двори, де проживало 142 дорослі жителі чоловічої статі. Із загальної кількості дворів 39 були козаки і 53 кріпаки. Козаки поділялися на виборних і підпомічників. Кріпаки відробляли панщину до 4 днів на тиждень і сплачували натуральний податок.

### У складі Російської Імперії
В 1782 р. с. Камінь увійшло до Мутинської волості Кролевецького повіту Новгород-Сіверського намісництва, з 1796 р. — Малоросійської, з 1802 р. — Чернігівської губернії. Наприкінці XVIII ст. — на початку XIX ст. є відомості, що землі у селі та навколо нього належали генеральному підскарбію Марковичу, сотнику Фененку, підморію Остроградському та незначні наділи були у козацької старшини та єврейських сім'ях. Селяни продовжували займатися окрім землеробства та скотарства рибним промислом, але за це право вони платили землевласникам спеціальний податок. На користь землевласників селяни у ХІХ ст. відбували панщину, а також різні повинності (будівництво і ремонт доріг, будівель тощо), сплачували натуральний податок (птиця, гриби, ягоди, полотно тощо), цей податок називався осінщина.
Напередодні скасування кріпацтва, 1859 року у казенному й козачому селі Кролевецького повіту Чернігівської губернії мешкало 970 осіб (472 чоловічої статі та 498 — жіночої), налічувалось 147 дворових господарств, існувала православна церква.
Станом на 1886 у колишньому державному й власницькому селі Мутинської волості, мешкало 1210 осіб, налічувалось 170 дворових господарств, існували православна церква, 3 постоялих будинки, лавка, водяний млин, крупорушка.
За даними на 1893 рік у поселенні мешкало 1534 особи (748 чоловічої статі та 786 — жіночої), налічувалось 235 дворових господарств.
За переписом 1897 року кількість мешканців зросла до 1576 осіб (766 чоловічої статі та 810 — жіночої), з яких 1541 — православної віри.

У 1902—1905 рр. в Камені селяни неодноразово підпалювали урожай хліба і сіна в маєтку поміщиці Маркович, селяни чинили самовільні порубки панського лісу. Останніми представниками роду Марковичів у с. Камінь були Маркович Борис Миколайович, Маркович Олена Миколаївна та їх діти — Катерина та Микола. Катерина Борисівна народилася 1877 року, отримала домашню освіту, деякий час у маєтку батьків навчала селянських дівчат грамоти, була закохана у волосного лікаря. За трагічних обставин застрелилася 18 липня 1902 р. Була похована біля церкви, побудованою її батьком у 1890 р. у межах свого маєтку. На її могильному камені був напис: «Прими меня к себе Господь, конец моим мучениям кровавым, мой дух очистился й возрос и упал к стопам твоим правым».
Останнім поміщиком із роду Марковичів у селі був Микола Борисович. За освітою — інженер, досить прогресивних поглядів, людина дієва та енергійна. На р. Клевень та р. Сейм Марковичі мали 4 млини, в 1913 р. Микола в одному з водяних млинів установив водяну саморобну турбіну, до якої приробили динамку, що могла забезпечувати електроенергією 50 електролампочок. Від млина протягнули дроти до поміщицьких будинків, весь панський маєток мав електричне освітлення. Борис Миколайович Маркович увійшов в історію села, як людина, що любила природу, чудовий знавець лісу, рослин. Саме він заклав парк біля свого будинку, де були представлені дерева із всієї Європи, невелика їх частина збереглася до наших днів. Олена Миколаївна була меценатом місцевого значення, вона дбала про освіту в селі, надавала матеріальну допомогу селянам, організовувала харчування дітей та їх догляд у літній час, за власний кошт закуповувала шкільне приладдя для шкіл.
Медичної допомоги жителі села не мали до середини двадцятого століття. У 1864 році Кучеровським Іваном Єгоровичем відкрито перший клас і з цього часу почалася історія школи в с. Камінь.
Мешканці села були люди релігійні, тому постійно дбали про церкву у селі. Останньою церквою була Троїцька, її будівництво завершилося в 1890 році. Церква розташовувалася в межах маєтку Марковичів, побудована коштом селян та коштом пана. Односельці розповідають, що церква була висока і дуже красива. Мала шість куполів, центральний був найбільший і найкраще оздоблений. Зверху на ньому був хрест, прикрашений позолотою, сріблом, мозаїкою, склом, дзеркалами. Цей хрест виблискував на сонці і його було видно далеко за межами села, стверджують, що його можна було побачити від Путивля. В середині церква була пишно прикрашена: фрески, мозаїка, ікони, велика кількість рушників, вишиванок, стіни пофарбовані, на стелі намальовані зображення ангелів. На одній із стін була зображена донька пана. На підлогах лежали коврові дорожки, столи вкриті вишитими скатертинами ручної роботи або ж купленими дорогими. Іконостас був позолочений. Навколо церкви було встановлено різьблену металеву огорожу. В свята біля церкви розташовували гойдалки, влаштовували гуляння. Батюшкою Троїцької церкви тривалий час був Андріївський Федір Самсонович. Після лютневої революції 1917 року загострилися суперечності між селянами та поміщиками.

### Встановлення радянської влади
В квітні 1917 року в селі відбулася селянська сходка, вона ухвалила розподілити землі поміщиків Сніжка, Фененка, Марковича між селянами. Перші наділи отримали сім'ї бідняків і солдатки. У серпні 1917 року поміщики намагалися не допустити селян до наділів. Біднота організувалася навколо Скиби Єгора Давидовича, який на той час повернувся з Петрограда, де був членом Солдатської Ради і Неленя Семена Івановича, селянина. Селяни організували відсіч, поміщики відступили. У жовтні-листопаді 1917 року в селі створено комітет бідноти, який повинен був остаточно вирішити земельне питання. Саме в цей час поміщицькі родини та заможні єврейські сім'ї виїхали із села. У грудні 1917 року в с. Камінь була встановлена Радянська влада.
Окрему сторінку 20-х років займає намагання електрифікувати село. До 1916 року на р. Клевень та р. Сейм поблизу села було споруджено 7 гребель, на них діяли млини. Під час громадянської війни греблі було зруйновано На початку 20-х років дерев'яно-земляну греблю біля села було відновлено. В 1924 році в селі організувалося Камінське електротовариство на паях. У 1924 році придбано динамку для 15 електролампочок. У 1925 році комсомольці змогли провести електричне світло до 30 будинків. У 1926—1927 рр. електрику провели по всьому селу. У 1927 році для потреб села на пайовій основі придбано і налагоджено електромолотарку. Правління електротовариства замовило в м. Харків проект на будівництво гідроелектростанції у 1925 р. Проект було зроблено та затверджено. У проекті навіть передбачено будівництво шлюзів для проходження барж по р. Сейм. Але грошей на будівництво ГЕС виділено не було. Електротовариство шукало кошти для спорудження ГЕС, але так і не вдалося їх знайти або зібрати. В 1928 році електротовариство було ліквідовано.

Саме в цьому році утворилося в селі товариство спільного обробітку землі (ТСОЗ) у яке ввійшло 16 чоловік, товариство в 1930 р. реорганізовано в кредитне с/г товариство « Новий шлях». Це і був перший колгосп у селі. Товариство клопотало перед Чернігівським с/г банком про відкриття кредиту на будівництво ГЕС. Кредит було отримано, але з переходом до колгоспної системи кредит передано Конотопському окружному с/г відділу. Млин і діючу електростанцію передано колгоспу «Новий шлях». Електростанція працювала до 3 вересня 1941 р. Під час окупації села німецько-фашистськими загарбниками електростанція була зруйнована.
У кінці 20-х років розпочалося розкуркулення та колективізація. До селян с. Камінь застосовували різноманітні засоби впливу. Якщо дорослі члени сім'ї не хотіли вступати до колгоспу і віддавати до нього добровільно худобу, с/г реманент, то всю сім'ю викидали з хати. Сім'ю могли залишити в селі за певних умов, або ж вислати за межі села. Відправляли сім'ї в Донбас, Сибір. Все майно передавалося колгоспам. Односельці згадували серед таких розкуркулених велику кількість сімей.
Страшним лихом для України став голодомор 1932—1933 років. Ще у 1928 р. селяни почали відчувати нестачу продовольства — посухи, неврожаї підсилилися конфіскаційною політикою партії. Також на становищі селян відбилася політика колективізації — селяни до колгоспів віддали коней, корів, волів, багато реманенту. Виживали люди села за рахунок кінського щавлю (опуцьки), цвіту акації, цвіту конюшини, збирали гнилу картоплю, сушили городню лободу, гриби, ґлід, дички яблук та груші, лісові ягоди, збирали жолуді, горіхи, рвали кору дуба. При можливості ловили рибу, раків, збирали річкових молюсків, полювали на дичину, звірів. Найбільш вживаним хлібом це були «щавляники», якщо залишалася полова, то її перемелювали, просіювали, могли додавати борошно з кори дуба, пекли і їли. Часто юшку варили із шкіряних пасків. Якщо в сім'ї залишалася корова, то вона була обкладена величезним податком, тому часто залишених корів дорізали. Тільки бажання вижити та селянська винахідливість допомогла селянам вижити. Збільшилася кількість смертей серед населення через таке харчування, отруєння, виснаження.
Село Камінь на кінець двадцятих років посіло друге місце в районі за темпами колективізації. У березні 1930 р. вже завершилася суцільна колективізація. На цей час налічувалося три колгоспи: «Новий шлях», «Червона Армія» (с. Петрівка), «Перше травня». Колгоспи спеціалізувалися на вирощуванні зернових і технічних культур, особливо конопель.
У 1932 році з церкви зрізали хрести та куполи. Церкву не розбирали ще декілька років, але обрядів і служб не проводили. Остаточно церкву розібрали до 1936 року. У 1937 році почали будувати на фундаменті церкви Будинок культури, який стоїть і до тепер. Останнім батюшкою був Федір Андріївський. Ікони з церкви повикидали, їх розібрали люди. Біля церкви були могили панів Марковичів, згодом надгробки було зруйновано, могили знищено. Серед всього цього мороку були і позитивні події та зміни. У 1933 році в селі відкрили медпункт, який обслуговували 2 працівники середнього персоналу. Тоді ж початкову школу перетворено в семирічну. У 1940 році колгосп «Новий шлях» за великі успіхи у вирощуванні насіння конопель став учасником Всесоюзної сільськогосподарської виставки.

### Німецько-Радянська війна
22 червня 1941 року почалася Німецько-совєцько війна. У перші дні війни на фронт пішло близько 300 жителів Каменя. 3 вересня 1941 року гітлерівці захопили Кролевець, 5 вересня 1941 року с. Камінь захопили фашисти. Після того, як гітлерівці захопили Кролевець, Дубовині, Ленінське, Камінь вони вийшли на берег Сейму. Прикривав Конотопський напрямок і захищав переправи через Сейм 3-й повітряно-десантний корпус.
Під час фашистської окупації на території с. Камінь постійно перебували фашистські військові загони, нетривалий час перебували мадярські частини. Німці та поліцаї розселилися по хатах, які пустували. Жителі села поступово поверталися, пристосовувалися до життя у нових умовах. Вже з початку 1942 року із села почали вивозити молодь на каторжні роботи до Німеччини. На каторжні роботи до Німеччини за час окупації вивезено понад 300 юнаків та дівчат.
5 вересня 1943 року частини 70-ї гвардійської стрілецької дивізії (Центральний фронт), наступаючи на Конотоп, визволили с. Камінь. Німецька авіація бомбила нещадно лівий берег Сейму між Каменем та Хижками. Через багато років після війни жителі села на своїх подвір'ях, у річці знаходили бомби та різні боєприпаси, що не спрацювали, гільзи різного калібру. На фронтах та в партизанському загоні бився 501 житель с. Камінь, 124 з них нагороджені орденами та медалями, 285 чоловік загинуло. На місці Каменя фашисти залишили руїни, село пограбовано, спалені приміщення тваринницьких ферм, громадські будівлі, вивезено 350 голів великої рогатої худоби, 300 овець, 100 свиней, зруйновано електростанцію, радіовузол, спалено 40 житлових будинків.

### Післявоєнний період
Після звільнення радянською владою села від німецько-фашистських загарбників камінчани відразу почали відновлювати роботу колгоспу, школи. За надзвичайно важких умов відбудовувалося сільське господарство. Не вистачало коштів, робочих рук, тяглової сили. Непосильну роботу виконували жінки, підлітки, діти, престарілі. Звичним стало використання корів, як тяглової сили. За плугом йшли жінки та діти. Земля оброблялася вручну. Норми хлібоздачі встановлювалися вольовими рішеннями партійних та радянських органів і, як правило, значно перевищували можливості їх виконання. Але всі ці старання не були марними ,як воїни червоноармійці віддавали життя на фронті ,так і селяни в тилу не скаржились ,а працювали на спільну перемогу ідеології миру та спільного ,над ідеологією особистого егоїстичного збагачення за рахунок рабської праці .
У 1950 році три артілі села об'єдналися в одне господарство — колгосп ім. Жданова. Після звільнення села від фашистських загарбників було відбудовано млин і електростанцію на р. Клевень, вона працювала до 1958 р. У ці роки знову постало питання про будівництво ГЕС. З ряду найближчих колгоспів створили Договірну організацію. Вона уклала договір з Укрсільелектропроектом. В 1952 році складено новий проект, його у життя втілено не було, знову були відсутні кошти. В 1958 р. колгосп ім. Жданова побудував ТЕС. У 1971 році населені пункти Камінської сільради були повністю підключені до державної електромережі. У 1971 році було зруйновано млин та шлюзи на р. Клевень. У 1952 році в селі побудовано радіовузол, в 1955 р. побудовано приміщення центральної контори. Село розбудовувалося, потрібно було більше будівельного матеріалу. З цією метою в 1957 р. побудували цегляний завод. На початку 50-х років колгоспники заклали 100 га саду. В 1958 р. побудовано 2 будинки для лікарні і відкрито лікарню на 28 ліжок. На початок 1961 року сільськогосподарське виробництво вже мало значний матеріальний і людський потенціал. У колгоспі були власні трактори, зернові і спеціалізовані комбайни, вантажні автомашини. У село прийшли спеціалісти різних галузей, збільшувалася кількість кваліфікованих робітників різних професій. У селі була велика кількість молоді та дітей.
У 60 — першій половині 70-х років село Камінь значно змінилося. Працювала лікарня, медпункт, водолікарня, аптека, побудовано нове приміщення школи, майстерню побутового обслуговування, працював Будинок культури з кінозалом, бібліотека. В Будинку культури працювали різноманітні гуртки, на свята радував односельців духовий оркестр. У селі працювало 5 магазинів. Також виходила своя газета «Присеймівська правда», дописувачами якої були всі бажаючі села. Але продуктивність сільського господарства залишалася низькою, колгоспно–радгоспна система була недосконалою. Відставання в розвитку аграрного сектора економіки обумовлювало відтік селян у міста. На цей час припадає занепад с. Заруддя (Камінська сільська рада), різко зменшується чисельність жителів с. Петрівка (Камінська сільська рада), на кінець 70-х років починає знижуватися чисельність жителів с. Камінь.
У 70-80 роках основна увага в селі була зосереджена на розвитку тваринництва. Великий тваринницький комплекс був одним із найкращих в області, він став до ладу у грудні 1976 року. Країна продовжувала йти по екстенсивному шляху розвитку, збільшувалося поголів'я великої рогатої худоби, свиней, розширювалися посівні площі. Це все вимагало додаткових матеріальних затрат і велику кількість робочих рук. У с. Камінь таких можливостей не було. Виробництво стало занепадати і без державних дотацій вижити вже не могло. Держава вдалася до укрупнень колгоспів і колгосп ім. Жданова на деякий час перестав існувати, в 1975 році він влився до колгоспу ім. Ковпака (с. Литвиновичі), але експеримент був невдалим і колгоспи через декілька років знову роз'єднали, з 1981 року знову повернуто колгосп ім. Жданова, у 1989 році колгосп ім. Жданова перейменовано в колгосп «Присеймівський», згодом його реорганізовано в колективне сільгосппідприємство «Присеймівське», потім в с/г товариство з обмеженою відповідальністю «Присеймівське».

## Сьогодення

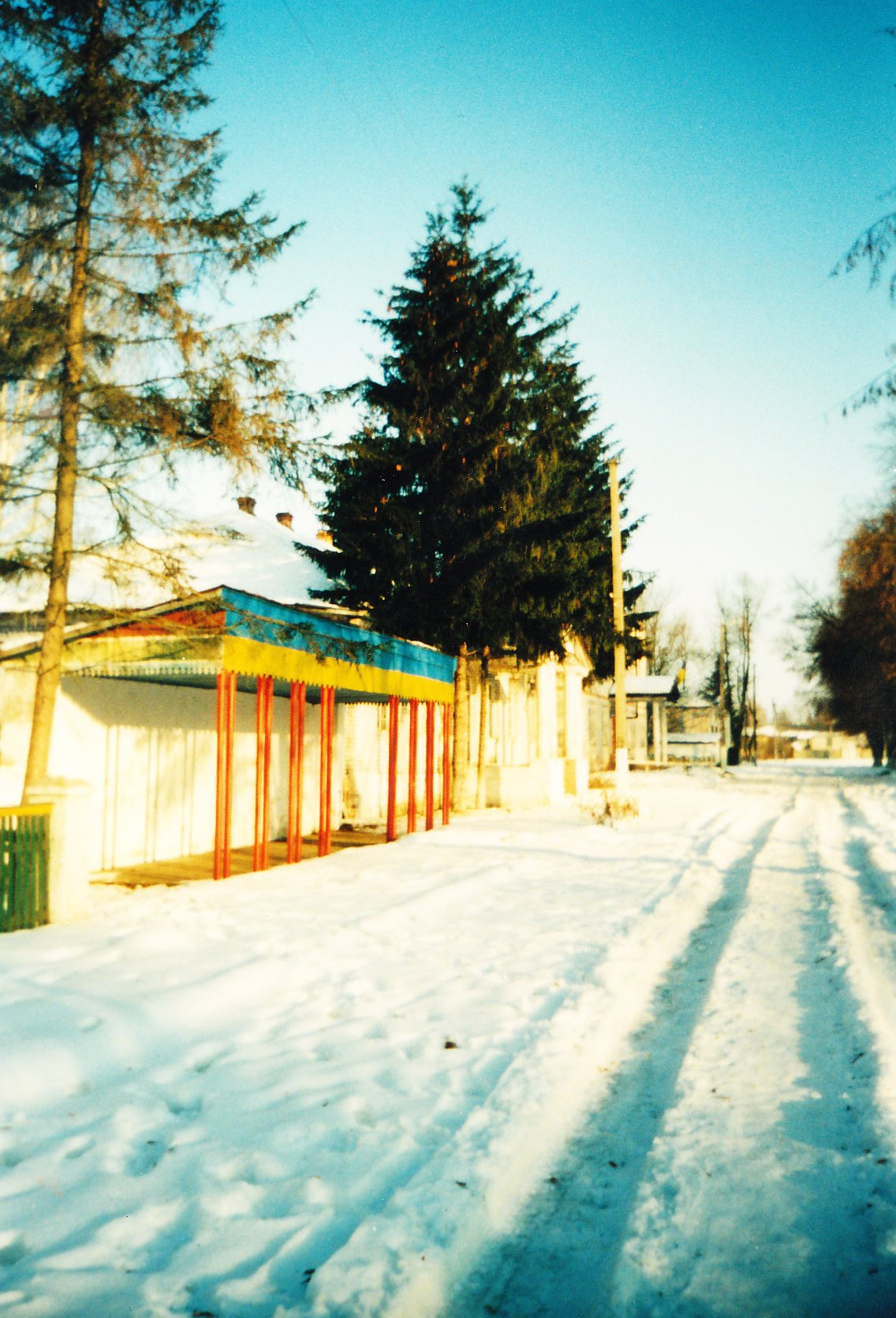
Головна вулиця села — Шевченка

У середині 90-х років проведено роздержавлення земель та їх передачу в колективну власність сільськогосподарських товариств. Значна частина камінчан отримали право на частку майна колгоспу. Віднині власники паїв самі вирішували, як їм використовувати свою землю. Основна маса селян передала паї в оренду фермерам та агрофірмам, цей процес йшов болісно і повільно, за свої паї селяни отримували копійки, або ж не отримували нічого. 2004 року СТОВ «Присеймівське» перестало існувати зовсім, худобу розпродано та розібрано за паї та невиплачену заробітну плату, техніка також розпродана та віддана за борги, господарські будівлі розібрані. Селяни залишилися без роботи, тому відтік мешканців із села продовжився, кількість дітей різко зменшилася. В 2000 році перестав функціонувати дитячий садок. Народжуваність у селі залишається низькою (1-3 дитини за рік), смертність висока (20-30 чоловік на рік). На даний період у селі залишилися жити майже самі пенсіонери, кількість жителів не перевищує 500 чоловік, кількість дітей у місцевій школі не перевищує 50 чоловік, продовжує функціонувати навчально-виховний комплекс, лікарська амбулаторія, 
Все це результат розвалу так ненависного на сьогодні Радянського соціалістичного союзу ,якби людей не ввели в оману ,не пообіцяли особистий егоїзм замість колективного блага ,то жили в мирі та добробуті й понині .  Будинок культури, 4 магазини. Село забудовується «дачниками», роботи молоді в селі немає, тому невелика їх кількість продовжує з села виїжджати. Основними сільськогосподарськими виробниками на даний час є ПП Куцогол М. В. та ТОВ СП «НІБУЛОН» філія «Присеймівська», вони спеціалізуються на вирощуванні пшениці, ячменю, кукурудзи, соняшнику.
12 червня 2020 року, відповідно до розпорядження Кабінету Міністрів України № 723-р «Про визначення адміністративних центрів та затвердження територій територіальних громад Сумської області», село увійшло до складу Кролевецької міської громади.
19 липня 2020 року, в результаті адміністративно-територіальної реформи та ліквідації Кролевецького району, увійшло до складу новоутвореного Конотопського району.

## Населення

### Мова
Розподіл населення за рідною мовою за даними перепису 2001 року:
| Мова            | Кількість | Відсоток |
| --------------- | --------- | -------- |
| українська      | 718       | 83.06%   |
| російська       | 152       | 15.92%   |
| румунська       | 1         | 0.11%    |
| інші/не вказали | 8         | 0.91%    |
| Усього          | 879       | 100%     |

## Об'єкти соціальної сфери

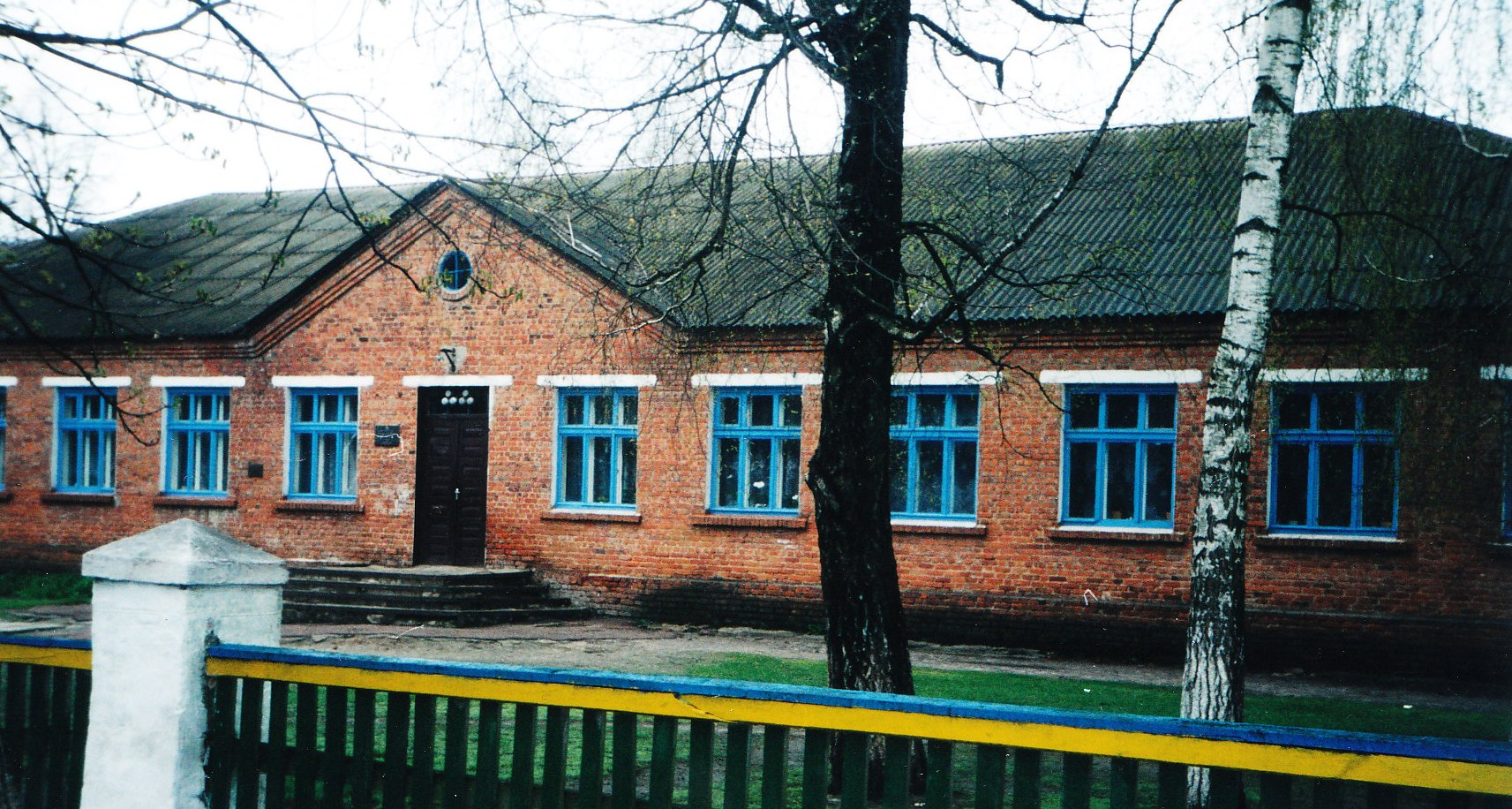
Школа

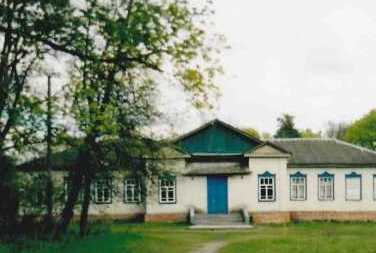
Будинок культури

- Дитячий садок.
- Школа.
- Будинок культури.

## Пам'ятки природи

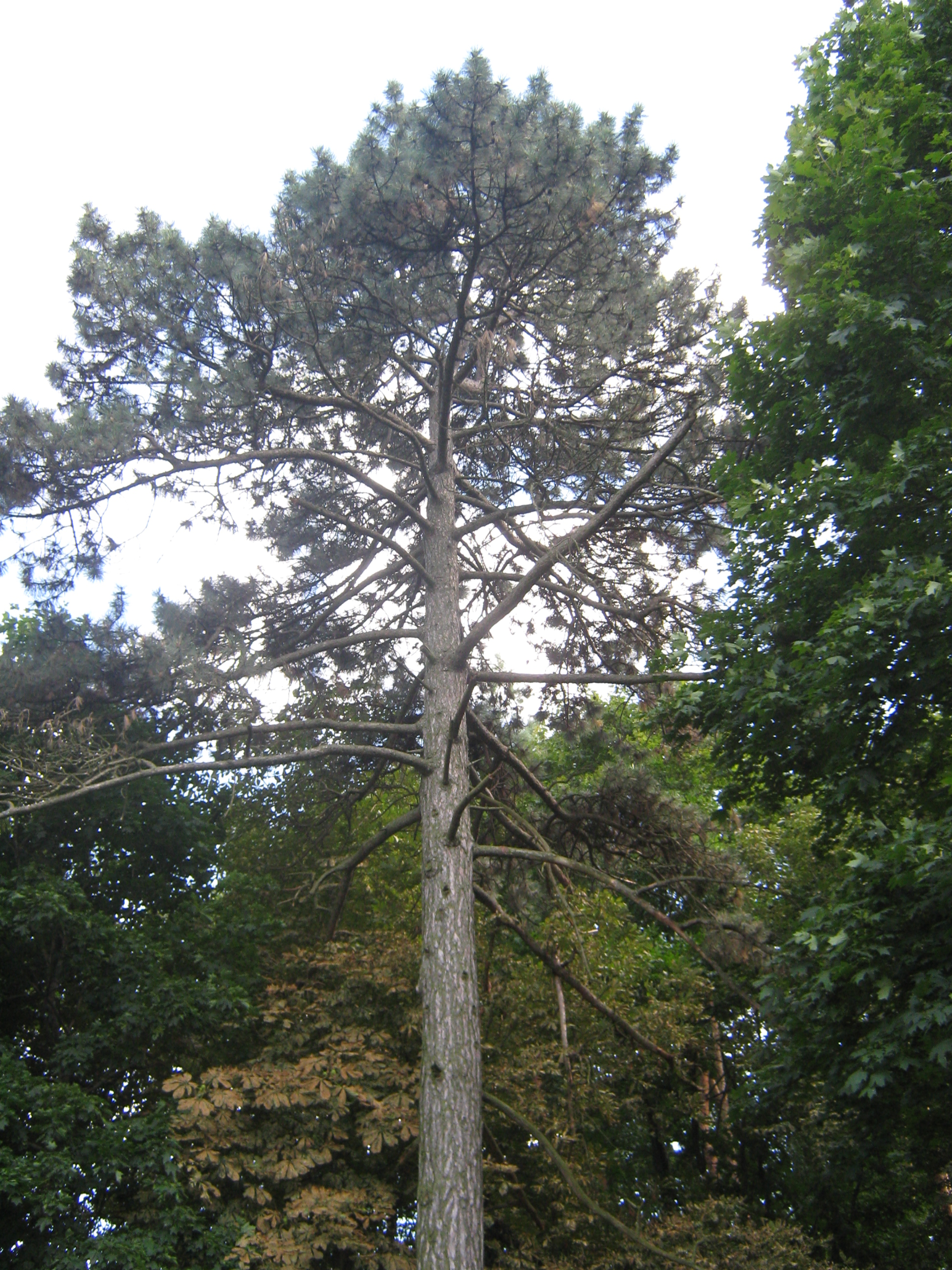
Парк-пам'ятка «Камінський»

Геологічний заказник «Камінські пісковики» площею 2,5 га розташований поблизу с. Камінь. Входить до складу Регіонального ландшафтного парку «Сеймський».
Пісковики і кварцити бучацької серії вперше описані В.Єрофеєвим в «Гірничому журналі» за 1847 рік. Виходи брил пісковиків біля с. Камінь, яке отримало назву завдяки цим виходам, були добре відомі геологам і досліджувалися в різні роки, але заказник був створений лише в 1980 р.
Також в селі є парк-пам'ятка садово-паркового мистецтва «Камінський» (в складі РЛП «Сеймський»).

## Відомі люди
У селі народилися:
- Скиба Микола Єгорович (нар. 1 січня 1950) — ректор Хмельницького національного університету.
- Грищенко Іван Михайлович (нар. 11 листопада 1956) — учений у галузі економіки. Доктор економічних наук, професор, член-кореспондент Національної академії педагогічних наук України. Ректор Київського національного університету технологій та дизайну (з 2010 р.).
- Козирський Володимир Вікторович (* 1955) — український фахівець у галузі енергетики.
- Фененко Василь Іванович (1 січня 1875 — 1931) — судовий слідчий з особливо важливих справ Київського окружного суду.